# Ульвёшпинель
Ульвёшпинель (Fe2TiO4) — минерал класса окислов и гидроокислов семейства шпинелидов. Синонимы — ульвошпинель, титановая шпинель, титаношпинель, титаншпинель, ферро-ортотитанит, ульвит.

## Свойства минерала

### Структура и морфология кристаллов
Кубическая сингония. Пространственная группа — Fd3m. Число формульных единиц (Z) = 8. Значение параметра ячейки зависит от содержания магнетита в твердом растворе, что связано с условием образования ульвёшпинели. Примесь MgO снижает значение параметра ячейки. Структура близка к обращенной структуре шпинели.

### Физические свойства и физические константы
Удельный вес = 4,859. Немагнитна. Искусственная ульвёшпинель при нормальной температуре парамагнитна, точка Кюри — 150°С. Цвет чёрный. Черта коричневато-чёрная. Твердость 5—6, блеск металлический, излом раковистый до полураковистого. Непрозрачна. При нагревании искусственная ульвёшпинель дает экзотермический эффект при 450°С, как результат окисления закисного железа. Температура плавления ульвёшпинели — 1375°С. Плавится конгруэнтно. При нагревании ульвёшпинели в течение 5 часов при 300°С на воздухе был получен однофазовый продукт со структурой типа шпинели, который можно представить как твердый раствор магнетита, ильменита и ульвёшпинели; при нагревании в течение 22 часов полученный материал представляет смесь двух фаз, имеющих структуру шпинели. Искусственная ульвёшпинель, нагретая до 400—500°С на воздухе, не изменяется; окисление обнаруживается лишь при 600°С и при дальнейшим повышении температуры становления более интенсивным с образованием ильменита и гематита; завершается окисление 1000°С.

### Микроскопическая характеристика
В отраженном свете бурая, напоминает ильменит. Искусственная ульвёшпинель в отраженном свете розовато-кремовая, при скрещенных николях в иммерсии — отчетливо розовая.

### Химический состав
Теоретический состав: FeO — 64,27 %; TiO2 — 35,73 %. Искусственная ульвёшпинель хорошо травится 40 % HF.

## Нахождение
Встречается в виде микроскопический выделений в титаномагнетите. Наблюдается под микроскопом в виде продукта распада твердого раствора в магнетите. Образование ульвёшпинели происходит при дефиците кислорода или избытке FeO. Ульвёшпинель обособляется из твердого раствора, вероятно, после выделения ильменита. В магнетите, содержащем ульвешпинель, иногда обнаруживается графит в виде округлых выделений или тонкозернистых минералов.
Ульвёшпинель содержит многие магнетиты, кристаллизовавшиеся при высоких температурах (чаще в основных породах) и содержащие около 50 % ильменита в качестве продукта распада твердого раствора. Ульвёшпинель первоначально была обнаружена в месторождениях Сёдра-Ульвё и Норра-Ульвё (Швеция) в титаномагнетитовых дифференциатах габбро. Руды этих месторождений состоят из магнетита, ильменита, пирротина, халькопирита, пентландита и пироксена. В России ульвёшпинель установлена в магнетитовых дифферинциатах габбро Качканара, Денежкина Камня, Волковского месторождения (Свердловская область), и Малого Куйбаса (Челябинская область), в титаномагнетитах горы Пытан (Горная Шория), в титаномагнетито-ильменитовых рудах Лысанских месторождений (Восточные Саяны), в титаномагнетитах массивов Кольского полуострова (Лесная Сопка, Африканда). В Хибинских титаномагнетитах из апатитового тела мелкая сетка ульвёшпинели, вероятно, образовалась в результате распада твердого раствора, более крупная — в результате последующей сегрегации вещества. Среди магнетитовых выделений ульвёшпинель встречена в массиве Магнет Хайтс в Бушвелде (ЮАР). Обнаружена в титаномагнетитах из базальта Бюля около Касселя (Германия), в титаномагнетитах Ямаска в Квебеке (Канада), среди основных пород юго-восточного Миссури. Титаномагнетиты некоторых месторождений содержат больше FeO, чем нужно для магнетита и ильменита; эта избыточная FeO, вероятно, входит в состав ульвёшпинели.
Очень легко переходит в ильменит, при этом может сохраняться форма пластинок ульвёшпинели.

## Искусственное получение
Почти чистая ульвёшпинель была получена в системе FeO — TiO2 при сплавлении FeO, Fe и TiO2 в атмосфере азота около 1350°С, а также путем спекания в вакууме смеси порошков Fe, Fe2O3 и TiO2 стехиометрических отношениях при 1200—1250°С в течение 8—10 часов и последующем отжиге 500—600°С. В искусственном титаномагнетите в виде твердого раствора может находиться до 48 мол. % Fe2TiO4. Непрерывный твердых раствор между ульвёшпинелью и магнетитом существует при 600—1300°С.

## Отличия
От магнийсодержащего ильменита, имеющего схожие оптические свойства, ульвёшпинель отличается только по рентгенограмме.